# 松井勲
松井 勲（まつい いさお、1956年8月28日 - ）は、日本の柔道家（八段）。

## 略歴
福井県生まれ。岐阜県立関高校時代インターハイ個人重量級で山下泰裕を破って優勝。山下の3連覇を阻んだ。山下（東海大学付属相模高等学校→東海大学）・吉岡剛（福岡県立嘉穂高等学校→中央大学）と並び称され将来を大いに嘱望され、高校3年次と大学1年次には全日本ジュニア体重別選手権でそれぞれ2位と3位にも入っている。筑波大学卒業後は同大学の職員に。1979年から3年連続して全日本柔道選手権決勝では3位と、山下の前に涙を飲んだ。185cmと山下に対して長身であったが後年はライバルには成り得なかった。全日本柔道選手権では準優勝が1回・3位が実に5回有るが遂に優勝には届かなかった、悲運の選手。全日本柔道選手権最年少出場記録保持者でもある。平成29年3月、警察大学校術科教養部長兼教授を最後に警察庁を定年退職した。
現在は講道館指導員、上智大学師範などとして指導にあたっている。全日本柔道連盟審判委員会副委員長。東アジア柔道連盟審判理事。